# Języki permskie
Języki permskie to grupa języków ugrofińskich (rodzina uralska); są językami urzędowymi w Udmurcji i Republice Komi (Federacja Rosyjska). Języki permskie obok języka węgierskiego są najstarszymi zapisanymi językami ugrofińskimi; pierwsze teksty pochodzą z drugiej połowy XIV w. (znane jedynie z opisów, ponieważ oryginały zaginęły w XVIII w.)
Przypuszczalnie języki permskie najwcześniej wyodrębniły się z pierwotnych języków fińskich. Podobieństwa między językami permskimi wskazują, że stanowiły one jeden język permski jeszcze w czasach rządów Bułgarów wołżańskich.
Języki permskie to:
- język komi
  - komi-permiacki
  - komi-zyriański
- język udmurcki